# Лебедев, Сергей Николаевич (государственный деятель)
Серге́й Никола́евич Ле́бедев (род. 9 апреля 1948, Джизак, Узбекская ССР, СССР) — российский разведчик, генерал армии, директор Службы внешней разведки России (2000—2007), генеральный секретарь СНГ с 5 октября 2007 года.

## Биография
Отец — Николай Иванович, родом из Сибири, г. Бийска, ветеран Великой Отечественной войны, работал водителем. Мать — Нина Яковлевна, училась в Ленинградском военно-механическом институте, пережила блокаду Ленинграда. После войны получила высшее финансовое образование, работала бухгалтером.
В 1965 году окончил с золотой медалью Джизакскую среднюю школу, после чего поступил в Черниговский филиал Киевского политехнического института, который окончил в 1970 году, был оставлен для работы в институте, а спустя короткое время избран секретарём Черниговского горкома ВЛКСМ.
В 1971—1972 годах проходил срочную службу в армии в Киевском военном округе.
С 1973 года на работе в органах госбезопасности (КГБ) в контрразведке, с 1975 года — во внешней разведке (Первое главное управление КГБ СССР, с 1991 года — Служба внешней разведки (СВР) России), был определён в германский отдел. Получил контрразведывательную подготовку (Киевская школа КГБ) и разведобразование (Краснознамённый институт КГБ).
В 1978 году окончил с отличием Дипломатическую академию МИД СССР. Владеет немецким и английским языками.
Многократно выезжал в загранкомандировки: ГДР, ФРГ, Западный Берлин, объединённая Германия. (По собственным неоднократным заявлениям, во время работы в Германии непосредственно с Путиным не пересекался: «Ни до этого, ни в Германии мы с ним (Путиным) не встречались и не были знакомы друг с другом. Мы работали в разных подразделениях у себя на Родине и в разных городах Германии. Точнее сказать: в разных германских государствах».) После был начальником управления, курировал Центральную и Восточную Европу.
В 1998—2000 годах — официальный представитель Службы внешней разведки в США, генерал-лейтенант. В связи с его назначением на пост директора СВР отмечали, что «Новому начальнику разведки, после его двухлетней командировки в США, на сборы понадобилось всего несколько часов. Когда 20 апреля неожиданно вышел президентский указ о назначении, официального представителя СВР в Вашингтоне генерал-лейтенанта Сергея Лебедева, он в тот же день вылетел в Москву».
20 мая 2000 — 9 октября 2007 — Директор СВР России. Отмечал, что определяющим его назначению послужили его опыт работы в разведке и личная рекомендация предшественника на посту Вячеслава Ивановича Трубникова. Генерал-полковник (2000). Генерал армии (декабрь 2003).
С 2000 года — член, с 2004 года постоянный член Совета Безопасности Российской Федерации.
5 октября 2007 года назначен на саммите СНГ в Душанбе на должность исполнительного секретаря СНГ.
27 марта 2009 года Указом Президента Российской Федерации С. Н. Лебедеву присвоен дипломатический ранг Чрезвычайного и Полномочного Посла.
5 декабря 2012 года Совет глав государств СНГ переназначил Лебедева С. Н. Председателем Исполнительного комитета — Исполнительным секретарём СНГ на период по 31 декабря 2016 года.
16 сентября 2016 года Совет глав государств СНГ продлил С. Н. Лебедеву срок пребывания в должности Председателя Исполнительного комитета — Исполнительного секретаря Содружества Независимых Государств до 31 декабря 2017 года. 11 октября 2017 года полномочия были продлены по 31 декабря 2019 года. 11 октября 2019 года полномочия были продлены по 31 декабря 2022 года.
Решением Совета глав государств Содружества Независимых Государств с 1 января 2023 года изменено наименование должности Председателя Исполнительного комитета – Исполнительного секретаря СНГ на «Генеральный секретарь СНГ».
В 2020 году — руководитель миссии СНГ на выборах президента Белоруссии. Несмотря на массовые протесты населения, заявил что: «Выборы были открытыми, конкурентными и обеспечили свободное волеизъявление граждан Беларуси. Заявления об ограничении каких-то прав избирателей совершенно необоснованны».

## Семья
Женат, супруга Вера Михайловна — инженер-химик. Двое взрослых сыновей, четыре внука.
Увлечения — работа, семья, дача.

## Награды
- Орден «За заслуги перед Отечеством» IV степени;
- Орден Александра Невского (22 апреля 2013 года) — за особые личные заслуги в деле укрепления сотрудничества между народами и государствами — участниками Содружества Независимых Государств[14];
- Медаль «В память 850-летия Москвы» (1997);
- Две медали «За укрепление боевого содружества»;
- Медаль «200 лет Министерству обороны» (2002);
- Медаль «200 лет МВД России» (2002);
- Юбилейная медаль «60 лет Вооружённых Сил СССР» (1978);
- Юбилейная медаль «70 лет Вооружённых Сил СССР» (1988);
- Медаль «За безупречную службу» I степени;
- Медаль «За безупречную службу» II степени;
- Медаль «За безупречную службу» III степени;
- Орден «За заслуги» III степени (24 августа 2013 года, Украина) — за весомый личный вклад в укрепление международного авторитета Украины, популяризацию её исторического наследия и современных достижений и по случаю 22-й годовщины независимости Украины[15].
- Орден Дружбы народов (30 декабря 2002 года, Белоруссия) — за заслуги в обеспечении безопасности Союзного государства[16].
- Орден Почёта (29 марта 2018 года, Белоруссия) — за заслуги в развитии многостороннего сотрудничества в рамках Содружества Независимых Государств, значительный личный вклад в становление дружественных отношений между Республикой Беларусь и государствами-участниками СНГ[17][18].
- Орден Стефана Великого (Молдавия)[19].
- Орден «Данакер» (11 апреля 2003 года, Кыргызстан) — за укрепление дружбы и сотрудничества между народами Кыргызстана и России[20].
- Орден Нейтралитета (11 октября 2019 года, Туркменистан) — за большой личный вклад в утверждение постоянного нейтралитета независимого Туркменистана, а также учитывая активное участие в международной жизни, особые заслуги в укреплении дружбы и сотрудничества между странами и народами[21].
- Орден «Дружба» (2 апреля 2018 года, Узбекистан) — за большие заслуги в укреплении и расширении всесторонних плодотворных связей, дружественных и добрососедских межгосударственных отношений в рамках СНГ, активное участие в разработке и реализации многосторонних проектов, направленных на развитие политического, социально-экономического и культурно-гуманитарного сотрудничества, а также многолетний личный вклад в обеспечение безопасности и стабильности на пространстве Содружества[22].
- Памятный знак «Узбекистон Республикаси мустакиллигига 20 йил» (26 августа 2011 года, Узбекистан) — за активную и плодотворную деятельность по развитию двустороннего и многостороннего торгово-экономического, инвестиционного, культурного, научно-образовательного сотрудничества с Узбекистаном и в связи с двадцатой годовщиной независимости Республики Узбекистан[23][24].
- Медаль «20 лет независимости Республики Казахстан» (2012 год).
- Знак отличия «За заслуги перед Московской областью» (5 декабря 2005 года).
- Орден Преподобного Сергия Радонежского I степени (12 июля 2005 года, РПЦ)[25].
- Благодарность Президента Российской Федерации (9 апреля 2008 года) — за заслуги перед государством и многолетний добросовестный труд[26].
- Почётная грамота правительства Российской Федерации (11 апреля 2008 года).
- Юбилейная медаль «25 лет Нейтралитета Туркменистана» (2020, Туркменистан) — учитывая заслуги в укреплении независимости, суверенитета и правового статуса постоянного нейтралитета Туркменистана, упрочении авторитета Отчизны на мировой арене и развитии международных отношений, а также по случаю 25-й годовщины нейтралитета Туркменистана.
- Орден «Достык» I степени (13 апреля 2023 года, Казахстан)[27].
- Знак отличия «За безупречную службу» L лет (вручён 23 мая 2023 года)[28].
- Международная премия святых равноапостольных Кирилла и Мефодия (2009 год)[29].
- Медаль «За укрепление парламентского сотрудничества» (11 апреля 2013 года, Межпарламентская ассамблея СНГ) — за особый вклад в развитие парламентаризма, укрепление демократии, обеспечение прав и свобод граждан в государствах — участниках Содружества Независимых Государств[30].
- Медаль «МПА СНГ. 25 лет» (27 марта 2017 года, Межпарламентская ассамблея СНГ) — за заслуги в деле развития и укрепления парламентаризма, за вклад в развитие и совершенствование правовых основ функционирования Содружества Независимых Государств, укрепление международных связей и межпарламентского сотрудничества[31].
- Медаль «За вклад в развитие Евразийского экономического союза» (29 мая 2019 года, Высший совет Евразийского экономического союза)[32].
- Юбилейная медаль «80 лет освобождения Беларуси от немецко-фашистских захватчиков» (2 июля 2024 года)[33].
- Памятный знак Туркменистана «Magtymguly Pyragynyň 300 ýyllygyna» (11 октября 2024 года, Туркменистан) — за особые заслуги в изучении и популяризации в мире творческого наследия великого мыслителя и поэта Махтумкули Фраги, наращивании отношений с независимым нейтральным Туркменистаном, укреплении между народами уз дружбы, братства и сотрудничества в эру Возрождения новой эпохи могущественного государства, а также по случаю 300-летия туркменского поэта-классика Махтумкули Фраги[34][35].